# Technikjournalismus
Technikjournalismus dient als Sammelbegriff für alle journalistischen Fachgebiete, bei denen Technik eine zentrale Rolle spielt. Zu den Themenfeldern zählen unter anderem IT und Telekommunikation, Verkehr und Transport sowie Energie und Umwelt.
Auf Grund der zunehmenden Digitalisierung der Gesellschaft finden Technik-Themen verstärkt Eingang in die Publikumsmedien (Tageszeitungen, Magazine, TV). Die Herausforderung dabei ist, die komplexen Themen zu erklären und zu vermitteln, aber gleichzeitig eine journalistisch-kritische Distanz zum Thema zu wahren. Der Technikjournalismus gilt aber häufig noch als Domäne von Special-Interest-Titeln und vor allem technischen Fachzeitschriften, die insbesondere beruflich relevantes und branchenspezifisches Expertenwissen vermitteln. Ein großes Betätigungsfeld für Technikjournalisten sind außerdem YouTube und Podcasts.
In Bezug auf Themengebiete und Arbeitsmethoden besteht eine enge Verwandtschaft zum Wissenschaftsjournalismus. Dies zeigt sich auch in einer gemeinsamen Geschichte: die 1929 gegründete Technisch-Literarische Gesellschaft (TELI) war der weltweit erste Verband von Wissenschafts- und Technikjournalisten.
Eine wichtige Auszeichnung in der Branche ist der jährlich verliehene acatech „Punkt-Preis“ für Technikjournalismus und Technikfotografie, der 2023 vorerst zum letzten Mal vergeben worden ist.

## Begriff
Technikjournalismus ist ein Sammelbegriff für verschiedene journalistische Felder. Dementsprechend ist in den Redaktionen der Verlage die Bezeichnung Technikjournalist nicht sehr geläufig. Eher ist zum Beispiel die Rede vom IT-Journalisten oder vom Energie-Experten, der in der Wissenschafts- oder Wirtschaftsredaktion arbeitet. Da Technikjournalisten nicht nur als Autoren, sondern auch als Redakteure tätig sein können, kommt es immer wieder auch zu Verwechselungen mit dem Berufsbild des Technischen Redakteurs. Dieser erstellt unter anderem Betriebsanleitungen für Nutzer und dokumentiert die technische Architektur von Produkten für den unternehmensinternen Gebrauch.

## Berufliche Einsatzmöglichkeiten eines Technikjournalisten
- Als klassischer Journalist in Print, Radio, Fernsehen und Online berichten Technikjournalisten über Themen, die weitestgehend mit Technik zu tun haben.
- Als technischer Redakteur in der Technischen Dokumentation erstellen Technikjournalisten z. B. Bedienungsanleitungen, Dokumentationen zu Produkten, Anlagen und Systemen, Kataloge oder Online-Hilfen für Software. Arbeitsplätze dafür finden sich vorwiegend in der Industrie, beispielsweise im Maschinenbau, in der Elektrotechnik- und Elektronik-Branche oder auch im Software- und IT-Bereich.
- Als Fachjournalist oder Fachredakteur schreiben und bearbeiten Technikjournalisten technisch und fachlich anspruchsvolle Artikel für Fachzeitschriften oder andere Fachpublikationen.
- Im Bereich Informations- und Wissensmanagement erstellen Technikjournalisten Informationsbausteine (Texte und Bilder) und verknüpfen sie miteinander. Die Informationen werden medienunabhängig in Datenbanken vorgehalten. Dieses Berufsfeld findet sich überwiegend in der Industrie, im Software- und IT-Bereich und überschneidet sich teilweise mit den Aufgaben der technischen Dokumentation.
- Im Bereich Schulung und Lernen konzipieren und produzieren Technikjournalisten Lehrmittel. Ebenso schulen sie Mitarbeiter aus Service oder Vertrieb oder verfassen Tutorials, durch die Endanwender mit den technischen Produkten vertraut gemacht werden.

## Studiengänge

### Bonn (Sankt Augustin)
Studiengang „Technikjournalismus“ an der Hochschule Bonn-Rhein-Sieg wurde zum Wintersemester 2025/2026 umbenannt in Digitaler Journalismus und Technologie (B.Sc.).
In sieben Semestern (sechs an der Hochschule und einem Praxissemester) werden den Studenten journalistische Kenntnisse vermittelt. Die Studenten erhalten eine Ausbildung in Journalismus, Unternehmens-PR und Produktkommunikation. Inhalte des Studiums sind u. a.: Journalistisches Grundlagenwissen (Mediensystem, Medienrecht, Recherche), Gestaltung und Fotografie, Audio- und Videoproduktion, journalistische Darstellungsformen und spezielle Formen des Journalismus (z. B. Nutzwertjournalismus, Wissenschaftsjournalismus, Fachjournalismus), Kommunikations- und Medienwissenschaft sowie ingenieurwissenschaftliche Grundlagen, Grundlagen der Informatik, Technik- und Umweltethik, Trends in Forschung und Entwicklung und zunehmend auch Künstliche Intelligenz und Datenjournalismus.
Die Praxis besteht dabei im Verfassen von Beiträgen für Presse, Web und Social Media sowie der Produktion von Audio- und Videobeiträgen für Radio, Podcasts und TV. Dafür stehen den Studenten ein Radio- und ein Fernsehstudio sowie Schnittplätze und mobiles Equipment (EB-Kameras etc.) zur Verfügung. Das Projekt technikjournal.de geht aus Arbeiten der Studenten hervor. Hier ist die komplette Redaktion von Studierenden besetzt. Multimediale Beiträge werden im eigenen Newsroom oder außer Haus recherchiert und erstellt. Die Studierenden müssen ein Praxissemester absolvieren, das wahlweise auch als Auslandssemester an einer anderen Hochschule abgeleistet werden kann.
Das Studium wird mit dem akademischen Grad „Bachelor of Science“ abgeschlossen.
Der ebenfalls an der Hochschule Bonn-Rhein-Sieg angebotene siebensemestrige Schwester-Studiengang „Visuelle Technikkommunikation“ legt den Fokus auf Fotografie und Videoproduktion, umfasst aber auch technikjournalistische Anteile.

### Dortmund
An der Technischen Universität Dortmund wird der Schwerpunkt Technikjournalismus als Teil des Studiengangs „Wissenschaftsjournalismus“ angeboten. Die Studierenden werden durch eine Kombination aus Theorie (Forschungsschwerpunkt) und Praxis (Berufsorientierung) auf ihre spätere Arbeit als Technik- und Wissenschaftsjournalisten vorbereitet.
Zentraler Bestandteil der praktischen Ausbildung im achtsemestrigen Bachelor-Studiengang ist ein einjähriges Volontariat in den letzten beiden Studiensemestern. Das Institut für Journalistik vermittelt die Volontariats-Plätze bei Medienunternehmen in Deutschland, beispielsweise bei der Süddeutschen Zeitung, beim Westdeutschen Rundfunk oder Bild der Wissenschaft. Darüber hinaus erlernen die Studierenden an der Universität das journalistische Handwerk. Das beinhaltet sachgerechtes Recherchieren und angemessenes und crossmediales Berichten.
Der Schwerpunkt „Technikjournalismus“ umfasst speziell ausgewählte Inhalte aus Maschinenbau, Elektrotechnik, Mathematik, Physik und Informatik. Im Wahlbereich können die Studierenden ihr fachliches Wissen beispielsweise in den Bereichen Fertigungstechnologie, Logistik, Energienetze oder Kommunikationssysteme vertiefen. Darüber hinaus besuchen sie Seminare zur Vermittlung technischen Wissens und lernen, die Bedeutung neuer Technologien für die Gesellschaft einzuordnen (Technikfolgenabschätzung).
An der Technischen Universität Dortmund wird auch ein zweisemestriger Master-Studiengang „Wissenschaftsjournalismus“ mit dem Schwerpunkt „Technikjournalismus“ angeboten.

### Gießen
An der TH Mittelhessen wird am Standort Gießen der fachjournalistische Studiengang „Technische Redaktion & Multimediale Dokumentation“ angeboten. Die Studierenden lernen, Informationen in vielfältiger Weise aufzubereiten; von der klassischen technischen Dokumentation über fachjournalistische Texte bis zu interaktiven multimedialen Präsentationen.
Schwerpunkte des Studiums sind die Grundlagen audiovisueller Medien sowie Sprachgestaltung und Textformen. Sie werden vertieft mit zusätzlichen Wahlpflichtfächern. Die erworbenen Kenntnisse wenden die Studierenden im Fach „Interaktive Multimediale Systeme“ praktisch an.
Dazu kommen Basisfächer zum Thema „Informationen gewinnen und verwerten“, Begleitfächer in den Bereichen „Dokumentations- und Publikationssysteme“, „Dokumentationsbetriebslehre“ und „Rechte, Normen, Vorschriften“.

### Nürnberg
An der Technischen Hochschule Nürnberg Georg Simon Ohm wird der Studiengang „Technikjournalismus/Technik-PR“ seit dem Wintersemester 2009/2010 als Vollzeitstudium angeboten. Er führt in sieben Semestern inklusive eines Praxissemesters zum Abschluss Bachelor of Arts.
Beruflich soll das Studium besonders auf folgende drei Bereiche vorbereiten:
- Redaktionelle Tätigkeit in Zeitungs-, (Fach)Zeitschriften-, Hörfunk-, TV- und Online-Redaktionen
- Presse- und Öffentlichkeitsarbeit sowie allgemeine Unternehmenskommunikation und Corporate Publishing
- Kommunikationsaufgaben für Industrieverbände und Technologieanalysten

Das Bachelorstudium Technikjournalismus vermittelt Studierenden gleichermaßen journalistische wie technische Kompetenz, um die Absolventen auf Berufe in Redaktionen von Fachmedien, Spezialressorts in Massenmedien oder für die Tätigkeit in Public Relations-Abteilungen von Technologieunternehmen und -verbänden zu qualifizieren.
Das Studium umfasst drei große Themenkreise
- Journalismus und Public Relations
- Technikfolgenabschätzung, Technologiepolitik und Technikgeschichte
- Ingenieurwissenschaftliche Grundlagen in Maschinenbau, Elektrotechnik, Antriebs- und Automatisierungstechnik und Technischer Chemie

### Würzburg
Der Studiengang „Fachjournalismus mit Schwerpunkt Technik“ an der Fachhochschule Würzburg verschränkt journalistische Fachkompetenz mit technischer Expertise. Studierende, die einen Bachelor in technischen oder naturwissenschaftlichen Disziplinen erworben haben, lernen journalistische Techniken. Bei Studierenden, die einen Bachelor in mediennahen Fächern (Kommunikationswissenschaft, Medienmanagement etc.) gemacht haben, liegt der Schwerpunkt zunächst auf der technischen Grundausbildung.
Der Masterstudiengang „Technikjournalismus“ an der FH Würzburg hat eine Regelstudienzeit von drei Semestern. Er ist auch in Teilzeit über einen Zeitraum von sechs Semestern belegbar.